# ستيفاني جبوغو
دريبوبا ستيفاني غبوغو تابيه (مواليد 9 مايو 1995) هي لاعبة كرة قدم محترفة إيفوارية-بوركينية تلعب في مركز المهاجم لصالح نادي الدوري السعودي الممتاز للسيدات منتخب الأمل ومنتخب ساحل العاج.

## المسيرة مع أندية
شاركت غبوغو في النسخة الافتتاحية من دوري أبطال أفريقيا للسيدات عام 2021 مع الفريق الغيني الاستوائي، بعد أن تأهلوا بالفوز في تصفيات منطقة UNIFFAC. في البطولة النهائية، سجلت ثلاثة أهداف خلال دور المجموعات، مما ساعد الفريق على الوصول إلى نصف النهائي.
في أغسطس 2022، انضمت غبوغو إلى نادي سوييو في دوري الدرجة الأولى الفرنسي للسيدات. في 18 سبتمبر 2022، خاضت أول مباراة لها مع النادي في هزيمة 2–1 أمام أولمبيك ليون للسيدات، حيث دخلت كبديلة في الدقيقة 82 وسجلت هدف فريقها الوحيد بعد 11 دقيقة.
في أغسطس 2023، انتقلت إلى صفوف نادي زولته فاريجيم البلجيكي.
في 12 أغسطس 2024، أعلن نادي الأمل، الصاعد حديثًا إلى الدوري السعودي الممتاز للسيدات، عن التوقيع مع غبوغو بعقد لمدة عام. وفي 27 سبتمبر 2024، بدأت مع الفريق في خسارة 2–6 أمام الأهلي، حيث سجلت هدفها الأول مع النادي في الدقيقة 85.

## المسيرة الدولية
غبوغو هي لاعبة دولية مع منتخب ساحل العاج، حيث تلقت أول استدعاء لها للمنتخب الأول في أكتوبر 2022 ضمن تصفيات تصفيات كأس الأمم الأفريقية للسيدات 2022.

## الألقاب
USFA
- كأس بوركينا فاسو للسيدات: 2019

 مالابو كينغز
- الدوري الغيني الاستوائي للسيدات: 2021–2022
- تصفيات دوري أبطال أفريقيا للسيدات – منطقة UNIFFAC: 2021

## وصلات خارجية
- ستيفاني جبوغو  على سكروي
- ستيفاني جبوغو على الأرشيف الرياضي العالمي

- ستيفاني غبوغو على Soccerdonna
- ستيفاني غبوغو على قاعدة بيانات كرة القدم
- ستيفاني غبوغو على Statsfootofeminin
- ستيفاني غبوغو على Le Ballon Rond